# West Elgin
West Elgin est une municipalité du Comté d'Elgin en Ontario au Canada, formé par le regroupement en 1998 du township d'Aldborough avec le village de West Lorne.

## Démographie
| 2001  | 2006  | 2011  | 2016  |
| ----- | ----- | ----- | ----- |
| 5 464 | 5 349 | 5 157 | 4 995 |

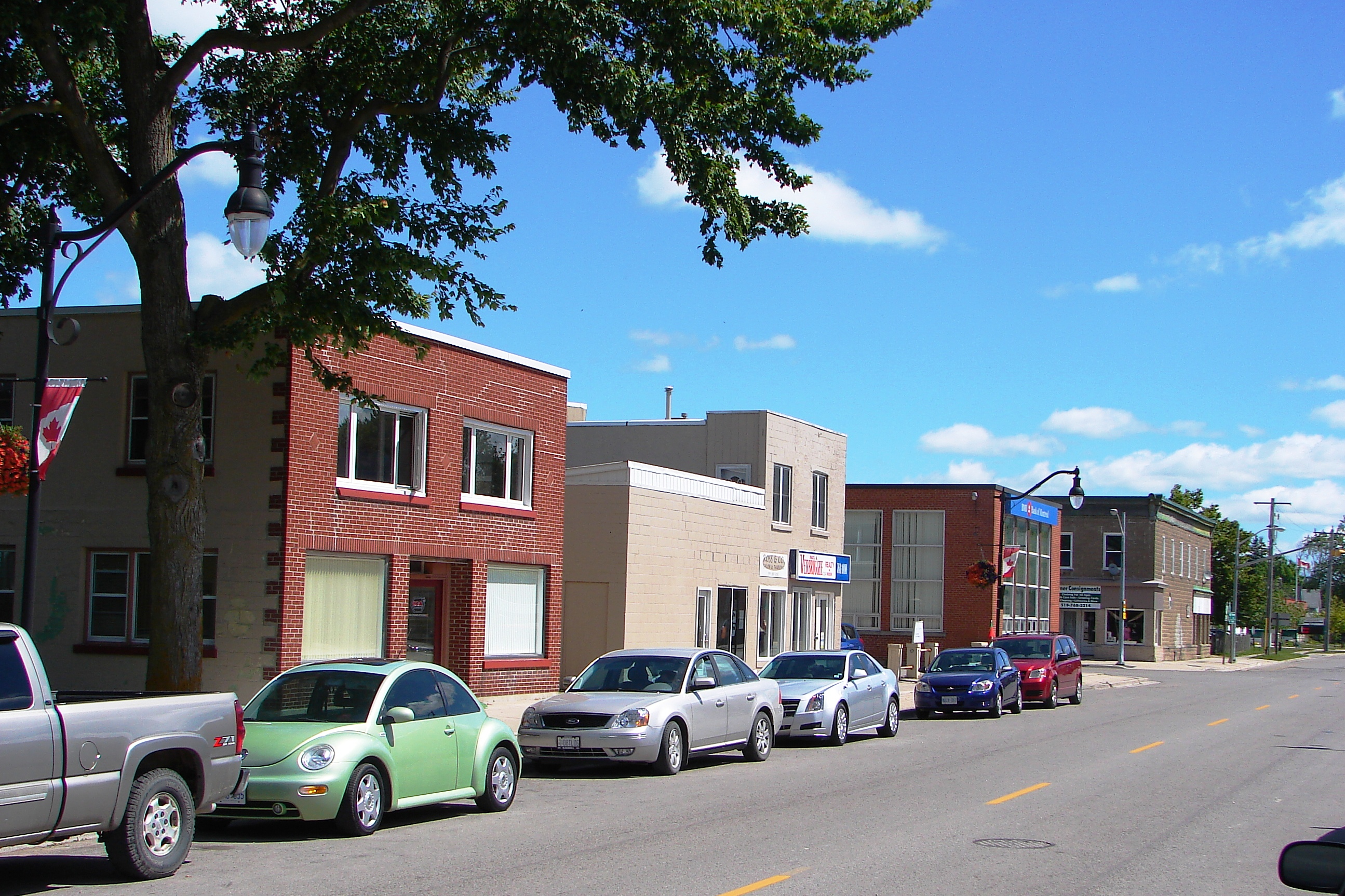
Rue de West Lorne.
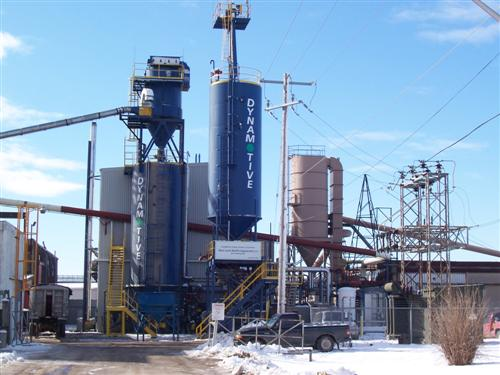
Usine à West Lorne.